# Thanasimus formicarius
Thanasimus formicarius (tên tiếng Anh:  ant beetle hay European Red-bellied Clerid) là một loài bọ cánh cứng trong họ Cleridae. Con trưởng thành dài đến 10 mm. Chúng có nhiều màu sắc khác nhau và thường làm tổ.